# Andreas Öhman

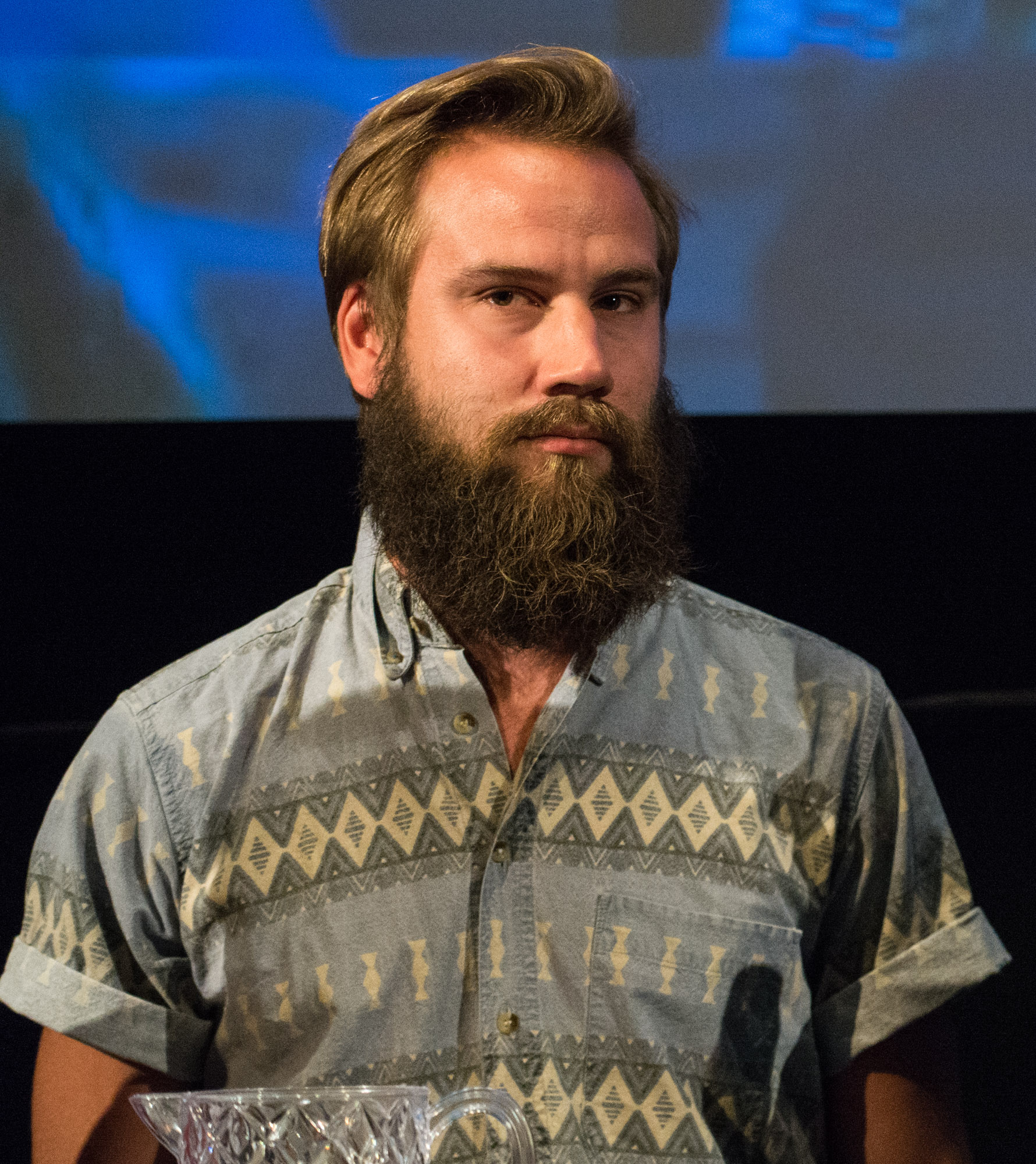
Andreas Öhman, 2015

Andreas Öhman (* 24. Januar 1985 in Kramfors) ist ein schwedischer Regisseur und Drehbuchautor. Sein Film Im Weltraum gibt es keine Gefühle wurde für die Oscarverleihung 2011 in die engere Auswahl aufgenommen.

## Leben
Öhman wuchs in Schweden auf dem Lande auf. Erste Filmaufnahmen erfolgten mit 14, als er Freunde mit einer Videokamera beim Computerspielen aufnahm. Der Wunsch, Regisseur zu werden kam, als er Paul Thomas Andersons Magnolia gesehen hatte. Er studierte an der Universität Stockholm Filmwissenschaft.
2008 gewann er für My Life As A Trailer (schwedischer Originaltitel: Mitt liv som trailer) den wichtigsten Kurzfilmpreis seines Heimatlandes. 2010 erschien Im Weltraum gibt es keine Gefühle (Originaltitel: I rymden finns inga känslo, englisch: Simple Simon). Er handelt von einem Jungen mit Asperger-Syndrom, der seinem Bruder eine Freundin sucht. Der Film wurde von schwedischer Seite für den Oscar für den besten fremdsprachigen Film für die Oscarverleihung 2011 nominiert und von der Akademie auf die Kurzliste der neun nominierten Filme genommen. Die Auszeichnung ging allerdings letztlich an den dänischen Konkurrenten In einer besseren Welt (Originaltitel: Hævnen).
Es folgte der 2012 erschienene Film Bitch Hug (Originaltitel: Bitchkram), bei dem Öhman wieder Regie führte und das Drehbuch schrieb. Der Film konzentriert sich auf die Beziehung von Kristin und Andrea, während Kristin sich bei Andrea versteckt, um vorzugeben, in New York zu sein.
Remake ist ein Film von 2014, bei dem Öhman zusammen mit Per Gavatin das Drehbuch schrieb und Regie führte. Der Film handelt von einer Frau, die ihr ganzes Leben auf Video aufzeichnet.
Öhman führte Regie bei drei Folgen der schwedischen Krimiserie 100 Code über eine Mordserie in New York und Schweden. 2015 kam auch Eternal Summer (Originaltitel Odödliga) in die Kinos. Eternal Summer ist über ein Pärchen, das sich trifft, verliebt und spontan eine Rundfahrt und Verbrechenstour durch Nordschweden unternimmt. Inspiriert wurde Öhman zu diesem Film durch den Tod eines Freundes. Der Film sollte etwas sein, was der Freund gemocht hätte.